# Die (Drôme)
Die é uma comuna francesa na região administrativa de Auvérnia-Ródano-Alpes, no departamento de Drôme. Estende-se por uma área de 57,28 km². Em 2010 a comuna tinha 4 898 habitantes (densidade: 85,5 hab./km²).